# Пантеон (роман)
«Пантеон» (ісп. Panteón) — воєнний науково-фантастичний роман з елементами космічної опери, лауреат 10-ї премії «Мінотавр» в 2013 році. Його написав Карлос Сісі і подав на конкурс під псевдонімом Алісія Сотомонте.
Карлос Сісі Кавіа, в основному відомий у темі зомбі, за трилогією «Ходунки» та оповіданням «Правило номер сім», опублікованим в антології «Для мене твоє м'ясо», також опубліковано «Перерваний Едем» і «Морська година». Окрім цього, він керує Wazertown Works, компанією, який розробляє програмне забезпечення для поштових замовлень, і цифровим онлайн-журналом.

## Сюжет
У далекому майбутньому з роману «Пантеон» людська раса поширилася по всій галактиці. Незважаючи на це, існує постійна війна між націями, корпораціями та організаціями найманців. Гегемоністська влада того часу відома як «Колонія», спочатку наукове поселення, невловиме й схильне до пацифізму, воно безпосередньо не втручається в конфлікти, однак воно розглядає війну як невід'ємну історію людської раси і здійснює свій вплив, як для розпалювання конфліктів, так і для стримування безпідставного руйнування. Для цього вони використовують поширення нових технологій, які усувають конкуруючу гонку озброєнь і зберігають галактичний статус-кво на свою користь.
Політична організація «Колонії» не є ідеальною, і в деяких випадках в системі можуть бути випадки корупції. Інспектор по боротьби з корупцією вважає, що він розкрив один із таких випадків, і доручає офіцеру зовнішньої безпеки Маральді Тарддес таємну розвідувальну місію щодо збройного конфлікту, який триває в стерильному регіоні галактики.
Протистояння очолює Джебедайя Дейн, кіборг нового покоління, який командує сарлабом, ордою найманців, відомих своєю безжальною поведінкою в бою. Джебедія — один із небагатьох воєначальників, які знають про бойову арену, на якій Колонія замкнула їх усіх, і під виглядом ще одного збройного конфлікту приховує свою справжню мету — безлюдну планету без видимої цінності.
Саме в тому місці, де справжні герої сюжету Фердінар і Малере на борту свого корабля «Саллі» чекають моменту, щоб почати грабувати електронний та військовий брухт з місця конфлікту. На жаль, їх корабель знищено, обом вдається дивовижним чином врятувати своє життя та втекти. Позбавлені ракет-носіїв і на безлюдній планеті, їм нічого не залишається, як виживати на ній. На своєму шляху вони знаходять підземну споруду, сповнену загадкових написів і технологій, яких ніколи не бачила жодна цивілізація. Відтоді починається низка ситуацій, які призведуть до першого контакту людства з інопланетною цивілізацією.

## Впливи
Автор зізнався в інтерв'ю, взявши за зразок деяких персонажів. Зокрема, це стосується Дарта Вейдера для Джебедая Дейна, хоча згодом він визнав, що генерал Грівус несвідомо мав успішніший вплив. У випадку Маральди Тардес, заснованої на персонажі Мафальди з деякими упередженнями Джесіки Атрейдес. На Фердинанда і Мальє вплинули стосунки між ведучими реаліті-шоу «Мисливці за скарбами». Зрештою, Колонія виникла не з Фундації Азімова, а з Комуни, з коміксів Дредстар.